# Campeonato Asiático de Atletismo Júnior de 2016
A 17ª edição do Campeonato Asiático de Atletismo Júnior foi o evento esportivo organizado pela Associação Asiática de Atletismo (AAA) para atletas com até 20 anos classificados como Júnior. O evento foi sediado na Cidade de Ho Chi Minh, no Vietnã, no período de  3 de junho a 6 de junho de 2016. Foram disputadas 44 provas igualmente distribuído entre masculino e feminino, com a presença de 45 nacionalidades. Foram quebrados dois recordes do campeonato com destaque para o Japão que conquistou 27 medalhas no total, sendo 13 de ouro. 

## Medalhistas
Esses foram os resultados do campeonato. 

### Masculino
| Evento                      | Ouro                                                                                               | Ouro     | Prata                                                                                               | Prata       | Bronze                                                                                                | Bronze      |
| --------------------------- | -------------------------------------------------------------------------------------------------- | -------- | --------------------------------------------------------------------------------------------------- | ----------- | --- | ----------- |
| 100 metros                  | Khairul Hafiz Jantan · Malásia                                                                     | 10.36    | Ippei Takeda · Japão                                                                                | 10.41       | Abdullah Abkar Mohammed\| · Arábia Saudita                                                            | 10.45       |
| 200 metros                  | Yang Chun-han · Taipé Chinesa                                                                      | 20.73    | Khairul Hafiz Jantan · Malásia                                                                      | 21.15       | Wataru Inuzuka · Japão                                                                                | 21.16       |
| 400 metros                  | Mizuki Obuchi · Japão                                                                              | 47.52    | Taha Hussein Yaseen · Iraque                                                                        | 47.55       | Abdullah Djimet Souleiman · Arábia Saudita                                                            | 47.83       |
| 800 metros                  | P. A. Amoj Jacob · Índia                                                                           | 1:51.82  | Idriss Mousa Youssouf · Catar                                                                       | 1:52.28     | Mohammed Raheem Al-Bazaznah · Iraque                                                                  | 1:52.78     |
| 1.500 metros                | Ajay Kumar Saroj · Índia                                                                           | 3:57.55  | Idriss Mousa Youssouf · Catar                                                                       | 3:58.28     | Ata Assadi Irão                                                                                       | 4:03.37     |
| 5.000 metros                | Takato Suzuki · Japão                                                                              | 14:16.42 | Akira Aizawa · Japão                                                                                | 14:32.08    | Gavit Murli Kumar · Índia                                                                             | 14:49.41    |
| 10.000 metros               | Sota Watanabe · Japão                                                                              | 31:23.93 | Abhishek Pal · Índia                                                                                | 31:24.06    | Tadvi Kisan Narshi · Índia                                                                            | 32:07.12    |
| 110 metros com barreiras    | Mohd Rizzua Haizad Muhamad · Malásia                                                               | 14.00    | May Mon Paulose · Índia                                                                             | 14.02       | Zhang Tao · China                                                                                     | 14.05       |
| 400 metros com barreiras    | Yoshihiro Watanabe · Japão                                                                         | 50.86    | Feng Zhiqiang · China                                                                               | 51.49       | Kim Hyun-bin Coreia do Sul                                                                            | 52.55       |
| 3.000 metros com obstáculos | Mohamed Khamis Saifeldin · Catar                                                                   | 9:26.79  | Lê Trung Đức · Vietname                                                                             | 9:27.40     | Lê Quang Hoà · Vietname                                                                               | 9:31.86     |
| Revezamento 4 x 100 metros  | Taipé Chinesa · Yeh Shou-Bo · Yang Chun-Han · Liu Chao-Hsuan · Shen Yu-Sen                         | 39.75    | Malásia · Asnawi Hashim · Badrul Hisyam Abdul Manap · Muhammad Haiqal Hanafi · Khairul Hafiz Jantan | 39.91       | Tailândia · Chayut Khongprasit · Sakchai Laomool · Nutthapong Veeravongratanasiri · Pipat Nupuang     | 40.36       |
| Revezamento 4 x 400 metros  | Tailândia · Vitsanu Phosri · Nattapong Kongkraphan · Phitchaya Sunthonthuam · Phanuwat Bunfueangfu | 3:11.59  | Índia · Murugan Kiran · Malik Pankaj · Kupar Harsh · P. A. Amoj Jacob                               | 3:12.12     | Arábia Saudita · Ahmed Saleh Mahda · Abdallah Djimat Souleyman · Sabir Said Essa · Yasir Yahya Hazazi | 3:12.37     |
| Marcha atlética 10 km       | Zhang Yao · China                                                                                  | 44:33.00 | Yasushi Morita · Japão                                                                              | 44:33.79    | Song Yun-hwa Coreia do Sul                                                                            | 45:38.45    |
| Salto em altura             | Keitaro Fujita · Japão                                                                             | 2.16 m   | Muhammad Syazwan Ahmad · Malásia                                                                    | 2.14 m      | Hussein Al-Ibraheemi · Iraque                                                                         | 2.14 m      |
| Salto com vara              | Muntadher Faleh Abdulwahid · Iraque                                                                | 5.25 m   | Phassapong Unsum-Ang · Tailândia                                                                    | 5.20 m NJR  | Ali Mohsen Abed Zid · Iraque                                                                          | 5.10 m      |
| Salto em comprimento        | Zhong Peifeng · China                                                                              | 7.84 m   | Tomoya Nomura · Japão                                                                               | 7.75 m      | Kazuma Adachi · Japão                                                                                 | 7.73 m      |
| Salto triplo                | Sung Jin-syuk Coreia do Sul                                                                        | 16.19 m  | Liu Mingxuan · China                                                                                | 16.05 m     | Sonu Kumar · Índia                                                                                    | 15.99 m     |
| Arremesso de peso           | Shinichi Yukinaga · Japão                                                                          | 18.41 m  | Amin Lotfollahi Irão                                                                                | 17.57 m     | Mehdi Rostami Irão                                                                                    | 17.53 m     |
| Arremesso de disco          | Mohamed Ibrahim Moaaz · Catar                                                                      | 60.49 m  | Yume Ando · Japão                                                                                   | 58.80 m NJR | Shinichi Yukinaga · Japão                                                                             | 54.79 m     |
| Lançamento do martelo       | Ashish Jakhar · Índia                                                                              | 69.00 m  | Hussein Thamir Abdelwahed · Iraque                                                                  | 65.71 m     | Zhalolhon Tilavoldikhuzhayev · Uzbequistão                                                            | 63.77 m     |
| Lançamento do dardo         | Junya Sado · Japão                                                                                 | 77.97 m  | Neeraj Chopra · Índia                                                                               | 77.60 m     | Arshad Nadeem · Paquistão                                                                             | 73.40 m NJR |
| Decatlo                     | Yuma Maruyama · Japão                                                                              | 6748 pts | Wang Chen-yu · Taipé Chinesa                                                                        | 6624 pts    | Krishna Kumar · Índia                                                                                 | 6551 pts    |

### Feminino
| Evento                      | Ouro                                                                                   | Ouro        | Prata                                                                              | Prata       | Bronze                                                                               | Bronze    |
| --------------------------- | -------------------------------------------------------------------------------------- | ----------- | ---------------------------------------------------------------------------------- | ----------- | ------------------------------------------------------------------------------------ | --------- |
| 100 metros                  | Liu Qun · China                                                                        | 11.84       | Chloe Chan Pui Kei · Hong Kong                                                     | 11.85 NJR   | On-Uma Chattha · Tailândia                                                           | 11.88     |
| 200 metros                  | Lê Tú Chinh · Vietname                                                                 | 23.94       | Supanich Poolkerd · Tailândia                                                      | 24.41       | Noor Eewan Syafiqah Md Sabri · Malásia                                               | 24.50     |
| 400 metros                  | Jisna Mathew · Índia                                                                   | 53.85       | Huang Guifen · China                                                               | 54.92       | Haruko Ishizuka · Japão                                                              | 55.40     |
| 800 metros                  | Lili Das · Índia                                                                       | 2:06.64     | Airi Ikezaki · Japão                                                               | 2:07.21     | Arina Kleshchukova · Quirguistão                                                     | 2:07.56   |
| 1.500 metros                | Lili Das · Índia                                                                       | 4:29.50     | Mina Ueda · Japão                                                                  | 4:30.76     | Harmilankaur Bains · ÍndiaPak Jin-hyang · Coreia do Norte                            | 4:33.02   |
| 3.000 metros                | Nana Kuraoka · Japão                                                                   | 9:31.46     | Pak Jin-hyang · Coreia do Norte                                                    | 9:50.72     | Choe Hyon-ju · Coreia do Norte                                                       | 10:01.94  |
| 5.000 metros                | Hana Omori · Japão                                                                     | 16:57.39    | Misaki Ogata · Japão                                                               | 17:04.76    | Choe Hyon-ju · Coreia do Norte                                                       | 17:08.79  |
| 100 metros com barreiras    | Yu Jiaru · China                                                                       | 13.79       | Cheng Tang-hsiu · Taipé Chinesa                                                    | 13.97       | Lin Shih-ting · Taipé Chinesa                                                        | 14.11     |
| 400 metros com barreiras    | Haruko Ishizuka · Japão                                                                | 57.91       | Khuất Phương Anh · Vietname                                                        | 59.78       | Lin Yu-chieh · Taipé Chinesa                                                         | 60.02     |
| 3.000 metros com obstáculos | Chika Mukai · Japão                                                                    | 10:21.04    | Ro Hyo-gong · Coreia do Norte                                                      | 10:31.02    | Ju Ok-byol · Coreia do Norte                                                         | 10:41.91  |
| Revezamento 4 x 100 metros  | Tailândia · Parichat Charoensuk · On-Uma Chatta · Sureewan Runan · Suwimon Khongthong  | 45.23       | China · Liu Qun · Huang Guifen · Huang Jiaxen · Yu Jiaru                           | 45.41       | Hong Kong · Leung Kwan-yi · Chan Ka-sin · Kong Chun-ki · Chloe Chan Pui-kei          | 45.84 NJR |
| Revezamento 4 x 400 metros  | Índia · Jisna Mathew · Shaharbana Sidhique Thadiyan Parambil · Subha V · Liniet George | 3:43.57     | Vietname · Khuất Phương Anh · Can Thi Thuy · Nguyen Thi Hang · Hoang Thi Minh Hanh | 3:44.56 NJR | Tailândia · Supanich Poolkerd · Thanphimon Kaeodi · Manrika Phonyam · Apinya Athiwet | 3:50.79   |
| Marcha atlética 10 km       | Wang Wenjing · China                                                                   | 50:23.89    | Cun Hailu · China                                                                  | 50:37.03    | Ravina · Índia                                                                       | 51:09.48  |
| Salto em altura             | Chai Yanbo · China                                                                     | 1.74 m      | Nadezhda Dubovitskaya · Cazaquistão                                                | 1.74 m      | Tsai Ching-jung · Taipé Chinesa                                                      | 1.71 m    |
| Salto com vara              | Chen Qiaoling · China                                                                  | 4.15 m      | Misaki Morota · Japão                                                              | 3.80 m      | Wu Chia-ju · Taipé Chinesa                                                           | 3.60 m    |
| Salto em comprimento        | Nguyễn Thị Trúc Mai · Vietname                                                         | 6.34 m NJR  | Parinya Chuaimaroeng · Tailândia                                                   | 6.28 m NJR  | Yao Jiayu · China                                                                    | 6.04 m    |
| Salto triplo                | Kirthana Ramasamy · Malásia                                                            | 13.20 m NJR | Mariya Ovchinnikova · Cazaquistão                                                  | 13.19 m     | Anna Gorodkova · Cazaquistão                                                         | 12.97 m   |
| Arremesso de peso           | Nanaka Kori · Japão                                                                    | 15.89 m NJR | Dong Yu · China                                                                    | 14.23 m     | Liu Ziyue · China                                                                    | 14.22 m   |
| Arremesso de disco          | Yang Huanhuan · China                                                                  | 51.47 m     | Nanaka Kori · Japão                                                                | 48.04 m     | Zhou Zixuan · China                                                                  | 46.57 m   |
| Lançamento do martelo       | Zhao Fan · China                                                                       | 61.77 m     | Ji Li · China                                                                      | 58.11 m     | Mingkamon Koomphon · Tailândia                                                       | 56.44 m   |
| Lançamento do dardo         | Su Lingdan · China                                                                     | 57.32 m     | Chang Chu · Taipé Chinesa                                                          | 53.14 m     | Varvara Nazarova · Cazaquistão                                                       | 52.76 m   |
| Heptatlo                    | Du Jiani · China                                                                       | 5031 pts    | Aleksandra Yurkevskaya · Uzbequistão                                               | 4859 pts    | Nguyễn Linh Na · Vietname                                                            | 4564 pts  |

## Quadro de medalhas
| Ordem | País            | Ouro | Prata | Bronze |     |
| 1     | Japão           | 13   | 10    | 4      | 27  |
| 2     | China           | 11   | 7     | 4      | 22  |
| 3     | Índia           | 7    | 4     | 6      | 17  |
| 4     | Malásia         | 3    | 3     | 1      | 7   |
| 5     | Taipé Chinesa   | 2    | 3     | 4      | 9   |
| 6     | Tailândia       | 2    | 3     | 4      | 9   |
| 7     | Vietname        | 2    | 3     | 2      | 7   |
| 8     | Catar           | 2    | 2     | 0      | 4   |
| 9     | Iraque          | 1    | 2     | 3      | 6   |
| 10    | Coreia do Sul   | 1    | 0     | 2      | 3   |
| 11    | Coreia do Norte | 0    | 2     | 4      | 6   |
| 12    | Cazaquistão     | 0    | 2     | 2      | 4   |
| 13    | Irão            | 0    | 1     | 2      | 3   |
| 14    | Hong Kong       | 0    | 1     | 1      | 2   |
| 15    | Uzbequistão     | 0    | 1     | 1      | 2   |
| 16    | Arábia Saudita  | 0    | 0     | 3      | 3   |
| 17    | Quirguistão     | 0    | 0     | 1      | 1   |
| 18    | Paquistão       | 0    | 0     | 1      | 1   |
| Total | Total           | 44   | 44    | 45     | 133 |